# Thursania marpesia
Thursania marpesia là một loài bướm đêm trong họ Noctuidae.